# Велико-Копанська волость
Велико-Копанська волость — адміністративно-територіальна одиниця Дніпровського повіту Таврійської губернії.
Станом на 1886 рік складалася з 9 поселень, 6 сільських громад. Населення — 7984 особи (3983 осіб чоловічої статі та 4001 — жіночої), 1164 дворових господарства.
|                     | Площа, десятин | У тому числі орної, дес. |
| ------------------- | -------------- | ------------------------ |
| Сільських громад    | 21892          | 17197                    |
| Приватної власності | 1120           | 530                      |
| Казенної власності  | 1043           | —                        |
| Іншої власності     | 300            | 300                      |
| Загалом             | 24355          | 18027                    |

Найбільші поселення волості:
- Великі Копані — село за 25 верст від повітового міста, 3990 осіб, 573 двори, православна церква, школа, 5 лавок, 2 ярмарки.
- Брилівка — село, 1225 осіб, 191 двір, православна церква, школа, поштова станція, лавка.
- Раденськ — село, 2018 осіб, 288 дворів, православна церква, школа, 3 лавки.
- Чалбурда — село, 561 особа, 87 дворів.